# Centre franco-iranien
Le Centre Franco-Iranien, est une association loi de 1901, et apolitique, fondée en août 2016, pour développer les relations entre l’Iran et la France dans différents domaines (géopolitique, économique, culturel, artistique, universitaire, sportif…). Selon le bilan de l'association, en 8 année d'existence, le Centre Franco-Iranien  a organisé près d’une centaine d’évènements.

## Présentation
Le Centre franco-iranien, créée le 29 août 2016, a été enregistrée à la Préfecture de Police de Paris (Journal Officiel de la République Française, le 10 septembre 2016 sous le numéro d'identification R.N.A.: W751235269),. Les objectifs annoncés par cette association sont:
"Œuvrer pour le développement des relations entre la France et l’Iran et favoriser une meilleure compréhension entre les deux sociétés civiles dans l’ensemble des domaines (institutionnel, culturel et artistique, médiatique, universitaire et scientifique, écologique, économique et industriel et commercial, touristique et sportif…) par tous les moyens (conférence, formation, visite, publication, coopération décentralisée, rencontres sportives...)"

## Structure
Le Centre Franco-Iranien a été fondé par un groupe de 9 personnes (6 français et 3 iraniens) et en 2023 son Conseil d’Administration comprend 31 personnes (dont 4 iraniens et 7 femmes). De nombreuses personnalités politiques et économiques françaises font partie du Conseil d’Administration du Centre Franco-Iranien. Le bureau de l’Association est actuellement composé de 7 personnes: Alireza KHALILI (Président), Jean-Claude Voisin (Vice-Président), Fatemeh SHADEMAN (Vice-Présidente), Vahid YAGHOUBI (Vice-Président), Eugène-Henri MORE (Secrétaire Général), Shahla MAZANDARANI (Trésorière), Francine COUSTEAU (Conseillère).

## Bilan
L’ensemble des activités de l’association vise à renforcer le lien entre la société civile française et iranienne. L'association se réclame comme l'ONG la plus active dans les relations franco-iraniennes. En effet, selon les informations fournies par l’Association et vérifiées via les réseaux sociaux, depuis sa création en août 2016, le Centre Franco-Iranien a organisé 104 évènements (25 conférences et webinaires géopolitiques, 20 colloque et tables rondes économiques et financiers, 54 conférences et évènements culturels et artistiques, 5 Assemblées générales); ainsi que 12 sessions trimestrielles de formation «Langue et littérature persane et civilisation iranienne» (avec près de 180 étudiants formés depuis 2021).
Au cours de son existence, l'association a effectué de nombreux partenariat dans le but d'un rapprochement entre la France et l'Iran. Selon les informations fournies lors de l'AG de l'association, depuis sa création le Centre Franco-Iranien a compté 61 partenaires institutionnels et privés français (Assemblée Nationale, Sénat, Mairies, Grandes Ecoles, Cabinets d’Avocats, Banques, Musées, Entreprises privées, …).
L'association a également un présence médiatique : 43 articles et reportages dans les principaux médias français et européens (Paris Match, Le Point, Ouest France, AFP, Radio France, France 3, Wall Street Journal, … ), et 210 articles dans les médias et agences de presse iraniens .
En 2021, le Centre Franco-Iranien a signé un protocole d’accord avec la faculté des études du Monde de l’Université de Téhéran, devenant ainsi la seule instance non universitaire française à avoir un tel partenariat. De plus, selon les informations diffusées par le site web de l'Université de Téhéran, en 2022 et 2024 de nouveaux accords de partenariat ont été signé avec la faculté des langues et littératures étrangères de l'Université de Téhéran, ainsi qu'avec le très prestigieux faculté de droit et des sciences politiques de l'Université de Téhéran.
L'association réclame avoir organisé 5 évènements inédit dans les relations franco-iraniennes des 50 dernières années : 1ère délégation de Maires iraniens venus en France pour participer à la conférence sur l'environnement organisée en partenariat de l'Instutut Diderot (6 décembre 2016); 1ère délégation d'une trentaines de businesswomen iranienne à Paris (1 février 2018); 1er festival du cinéma iranien en France (4-7 novembre 2021 à Chantilly) ; 1ère délégation de femmes artistes peintres iraniennes ; 1er Concours de photo sur le thème de l'eau en Iran (juin 2024) avec la participation de plus de 200 photographes iraniens,. 
Festival du Cinéma iranien de Chantilly (IFF-Chantilly)
En juin 2021, un communiqué de presse en commun de la ville de Chantilly, du Domaine de Chantilly-Fondation d’Aumale, et du Centre Franco-iranien, a annoncé l'organisaion de la 1re édition du Festival du Cinéma iranien de Chantilly (IFF-Chantilly), avec la coopération de la Ville de Senlis, l’Office du tourisme Chantilly-Senlis, et le Cinéma Elysée de Chantilly. Ce Festival s’est déroulé du 4 au 7 novembre 2021 dans les villes de Chantilly et de Senlis sera consacré à la nouvelle génération du cinéma iranien. Selon les informations rendues publiques par les médias,,, à la suite de l’appel aux films lancé en Iran, parmi les 46 œuvres reçues, un comité de présélection composé de personnalités culturelles et artistiques françaises et iraniennes, a choisi 7 longs-métrages qui vont concourir dans la compétition officielle. Ce festival a été marqué par la remise de 3 prix : le prix officiel "le Trophée Jacobée" (du nom du célèbre artiste sculpteur cantilien, Étienne Jacobee, qui a réalisé l’œuvre d’art qui représente le 1er prix du festival) remporté par «Old men never die » , Un prix public, issu du vote des spectateurs a été remis au film «African Violet », et le prix spécial des étudiants de la promotion 2021/2022 de licence III cinéma de l’université Paris 1 Panthéon-Sorbonne a été remis au film « Mehran ».